# Heatseekers hitlijsten
De Heatseekers hitlijsten is een hitlijst die gepubliceerd wordt door Billboard. De doelstelling van de lijst is om aandacht te verkrijgen voor de verkoop van nieuwe muziek en het ontwikkelen van de muzikale artiesten hiervan. De lijst wordt enkel in de Verenigde Staten uitgebracht. De gegevens zijn gebaseerd op verkoopcijfers die samengesteld zijn door Nielsen SoundScan.
Het onderdeel bestaat uit twee lijsten: De Heatseekers Albums en de Heatseekers Songs.